# Christoph von Stadion

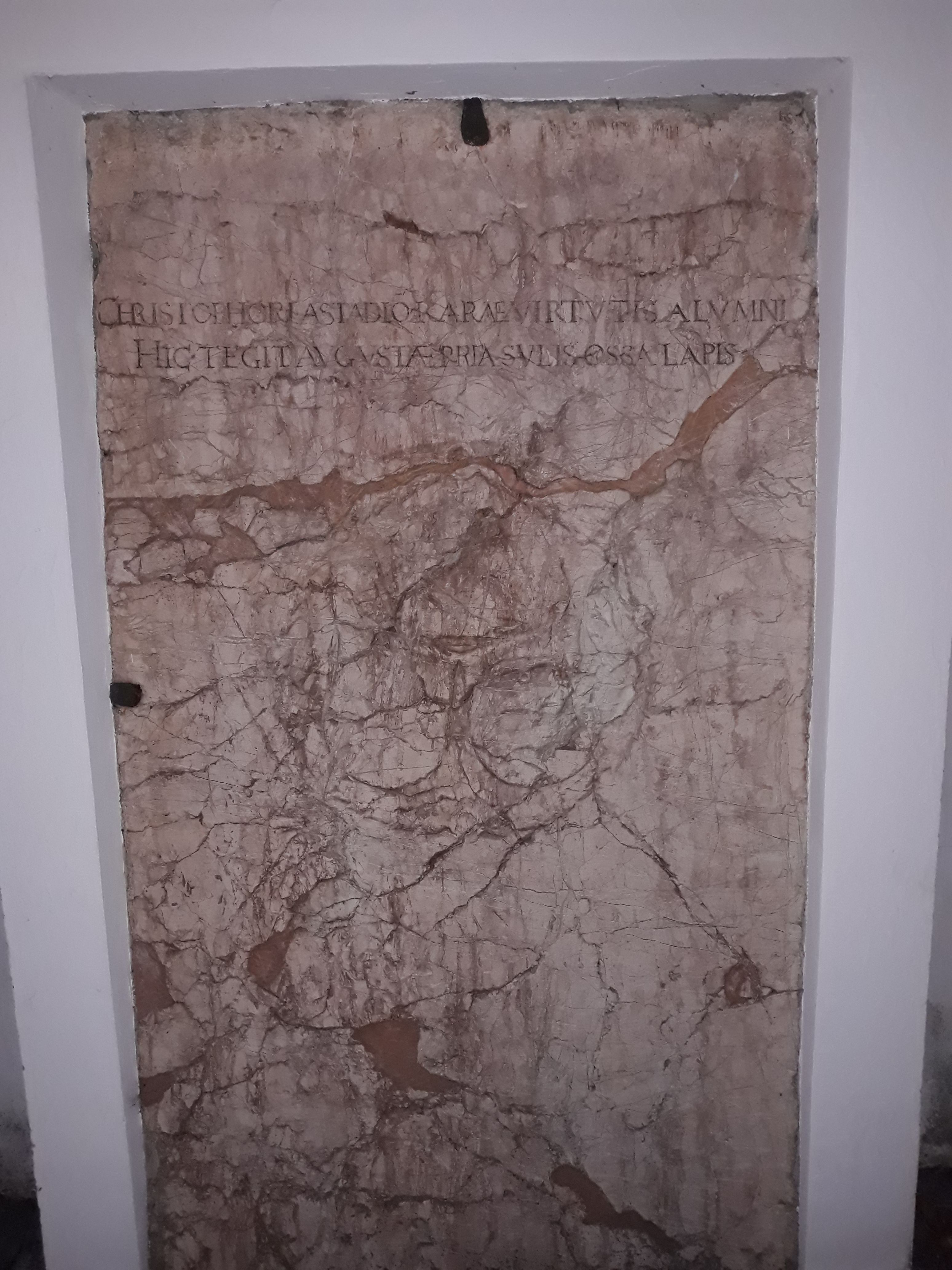
Das Grab von Christoph von Stadion an der Basilika St. Peter in Dillingen.

Christoph von Stadion (* Mitte März 1478 in Schelklingen; † 15. April 1543 in Nürnberg) war von 1517 bis 1543 Bischof von Augsburg.

## Herkunft

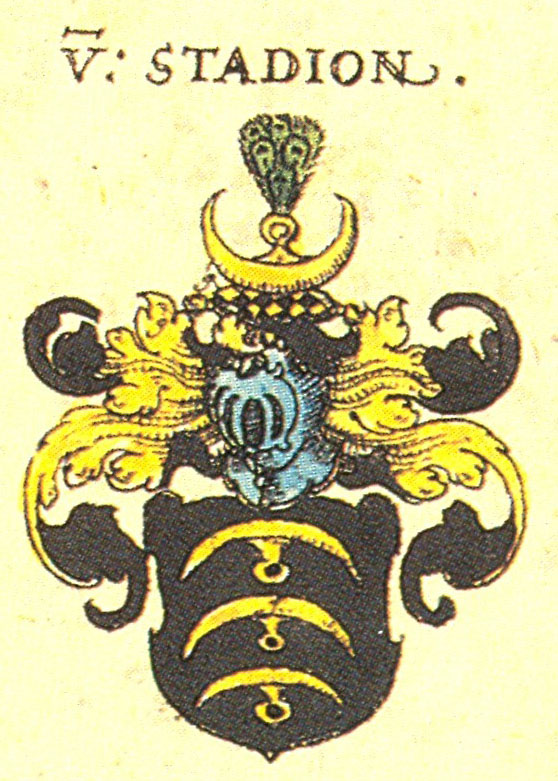
Stammwappen des Adelsgeschlechtes von Stadion

Christoph von Stadion entstammte dem ursprünglich in Oberstadion in Oberschwaben ansässigen Adelsgeschlecht von Stadion und wurde Mitte März 1478 in Schelklingen geboren. Christoph war ein Sohn des Nikolaus (oder Claus) von Stadion und der Agatha von Gültlingen. Der Vater Nikolaus war nicht Pfandherr der Herrschaften Ehingen, Schelklingen und Berg, wie es so oft heißt, sondern entstammte der sogenannten Elsässischen Linie der Herren von Stadion. Zur Zeit des Aufwachsens Christophs von Stadion war Burkhard von Stadion Pfandherr († 1493), ein Neffe des ersten Stadion’schen Pfandherrns, Hans des Reichen von Stadion († 1458).
Entscheidend für die Niederlassung seines Vaters Nikolaus in Schelklingen dürfte – neben dem Besitz der Pfandherrschaft durch die Verwandten von der sogenannten Schwäbischen Linie – gewesen sein, dass Nikolaus’ Bruder Konrad von Stadion vor dem 17. Januar 1486 die Tochter Georgs von Wernau, gesessen zu Altheim (Ehingen), namens Clara, geehelicht hatte. Damit kam Konrad von Stadion in den überwiegenden Besitz des nahegelegenen Dorfes Altheim. Die Herren von Wernau, gesessen zu Altheim, waren aber bereits im 15. Jh. auch in Schelklingen begütert (Wernauer Schlößle).
So lag es nahe, dass sich auch Nikolaus von Stadion in der Nähe seines Bruders Konrad ansiedelte. So kaufte Nikolaus kurz vor 1475 ein Haus in Schelklingen. Dieses Haus ist vermutlich das Geburtshaus Christophs von Stadion. Wo es stand, konnte bislang nicht ermittelt werden. Die Pfandherrschaft der Familie Stadion schloss zwar Besitz und Wohnrecht auf Burg Hohenschelklingen ein, doch dürfte Christoph wohl eher im Haus seines Vaters Nikolaus unten in der Stadt geboren worden sein. Der Vater Nikolaus von Stadion verstarb 1507 und der jüngere Bruder des Christoph, welcher ebenfalls wie der Vater Claus (Nikolaus) hieß, verkaufte das Haus 1514 an Ludwig von Freyberg zu Neusteußlingen, den Schwiegersohn des Lutz von Freyberg zu Öpfingen (seit 1507 neuer Pfandherr der Herrschaften Ehingen, Schelklingen und Berg) und der Sibylla Gossembrod, verheiratet mit deren Tochter Johanna.

## Schule und Studium
Seine ersten Lebensjahre verbrachte Christoph demnach unter den Schelklinger Bürgern und den Kindern des ansässigen Adels. Sicherlich besuchte er die städtische Lateinschule in Schelklingen. In Schelklingen dürfte er Bekanntschaft mit dem sechs Jahre älteren Heinrich Bebel und dem dreizehn Jahre jüngeren Wolfgang Bebel gemacht haben, welche ebenfalls die Lateinschule in Schelklingen besuchten, um später in Tübingen zu studieren. Bereits mit 12 Jahren am 22. April 1490 immatrikulierte sich Christoph an der Universität Tübingen. Am 15. Dezember 1491 wurde er Baccalaureus der Artistenfakultät, und am 28. Januar 1494 erhielt er den Magister ebenfalls der Artistenfakultät. Dieser Eintrag bezeichnet ihn als „de Schelklingen“. Anschließend studierte er geistliches Recht in Bologna und promovierte dort. 1500 kehrte von Stadion nach Deutschland zurück und stieg in Augsburg in kurzer Zeit zum Bischöflichen Rat, dann zum Domherr (1507), dann zum Officialis und schließlich 1515 zum Domdekan auf. Dabei erhielt er auch den Rang eines Kaiserlichen Rates.

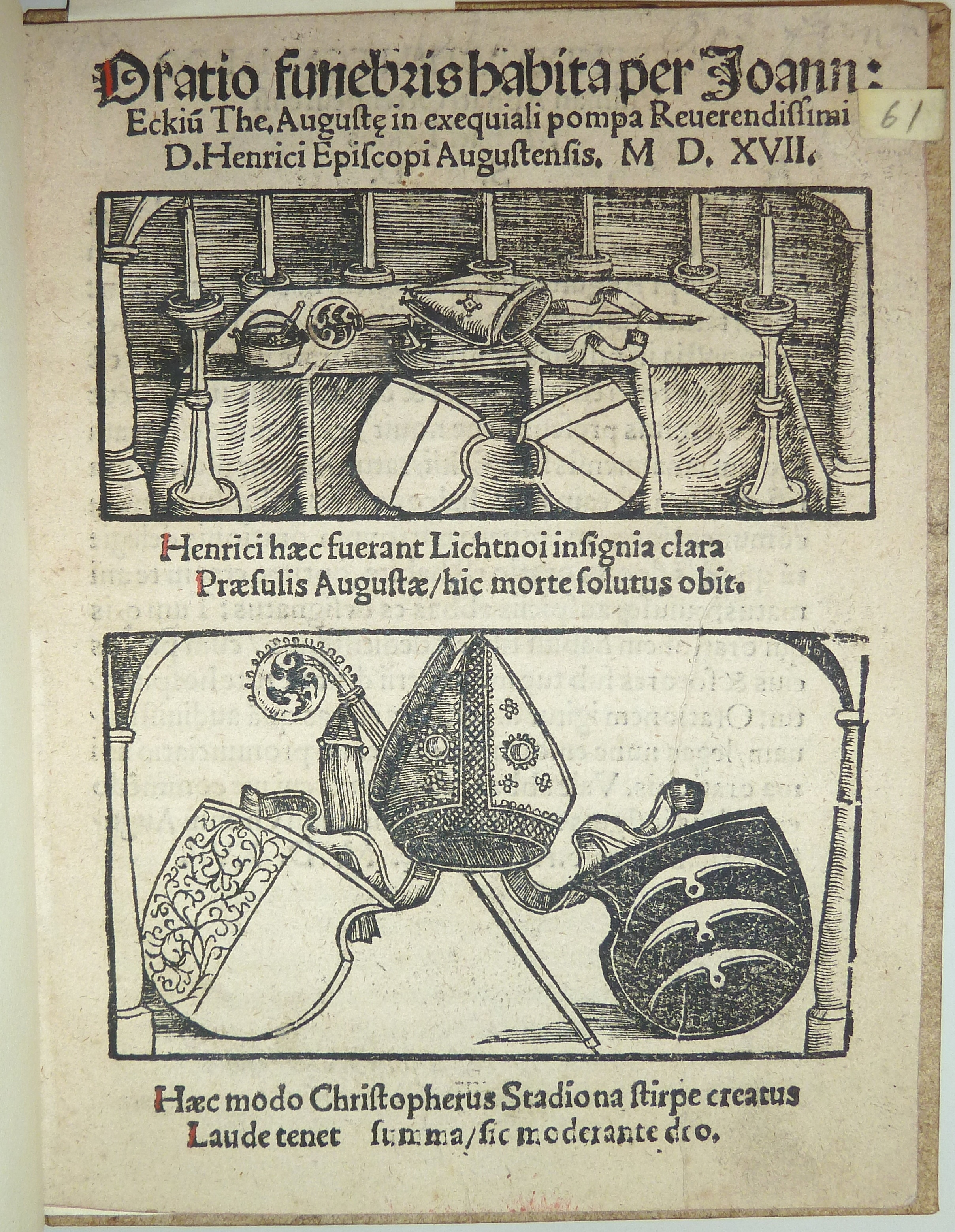
Holzschnitt von 1517 der Wappen der beiden Augsburger Bischöfe Heinrich von Lichtenau (ca. 1445–1517) und Christoph von Stadion (1478–1543). Jeweils links (genealogisch rechts) Hochstift Augsburg und rechts (genealogisch links) väterliches Wappen

## Bischof von Augsburg
Bald darauf wählte der damalige Augsburger Bischof Heinrich IV. von Lichtenau (1443–1517) ihn in Absprache mit dem Domkapitel zu seinem Koadjutor. Am 10. April 1517 wurde Christoph von Stadion von Papst Leo X. mit dem Recht der Nachfolge betraut und schließlich am 5. Juli 1517 in der Dillinger Pfarrkirche vom Eichstätter Fürstbischof Gabriel von Eyb (1455–1535) zum Bischof geweiht.
Die Anfangszeit seiner bischöflichen Tätigkeit stand ganz im Zeichen der Reformation, die ab 1517 nach und nach den Süden Deutschlands erreichte. Martin Luther selbst sprach vom 12. bis 14. Oktober 1518 beim Reichstag zu Augsburg vor dem Kardinal Thomas Cajetan vor und zählte in der Stadt viele Anhänger. Zunächst nahm von Stadion eine sehr harte Position gegen diese Strömung ein, was sich unter anderem an einem strengen Urteil gegen Caspar Aquila (1488–1560), den Pfarrer von Jengen, ablesen lässt – er belegte diesen mit der Bannbulle, da er im neuen lutherischen Sinne predigte.
In den folgenden Jahren verließ von Stadion diese Einstellung aber mehr und mehr, was wesentlich auf den Einfluss von Erasmus von Rotterdam (1465–1536) zurückgeführt wird, mit dem er seit 1528 in Verbindung stand. So zeigte er vor allem bei der Verkündung der Confessio Augustana am 25. Juni 1530 auf dem Reichstag zu Augsburg eine versöhnliche Haltung. Er selbst geriet durch die Reformation allerdings in Bedrängnis: In der Freien Reichsstadt Augsburg wurde am 18. Januar 1537 ein Ratsdekret veröffentlicht, welches das römisch-katholische Wesen in der Stadt unterdrückte und den gesamten Klerus zur Ausreise zwang. Sitz des Hochstifts Augsburg wurde danach Dillingen an der Donau, wo der Bischof fortan im Dillinger Schloß residierte.
So kehrte Christoph von Stadion nie mehr nach Augsburg zurück und starb am 15. April 1543 im St. Egidienkloster in Nürnberg, wo er als Kaiserlicher Kommissar auf dem dortigen Reichstag tätig war. Sein Leichnam wurde nach Dillingen gebracht und in der dortigen Pfarrkirche bestattet. In der Nürnberger St. Egidien-Kirche ließ Kaiser Karl V. zu seinem Gedenken neben dem Choraltar ein gegossenes metallenes Epitaphium errichten.

## Werke
- 1517: Statuta diocesana Reverendissimi in christo patris et domini domini Christophori Episcopi Augustensis in celebratione Sinodi feria tercia post Galli Anno domini Millesimi quingentesimi decimiseptimi publicata. Auguste 1517; (Volltext (PDF) mit Wappen des Bischofs auf image 3: Hochstift Augsburg und von Stadion).
- 1518: Synodalrede. urn:nbn:de:bvb:12-bsb10366045-1.
- 1537: Warhaffte verantwurtung (…). Volltext (PDF).